# Shichirō Murayama
Pour les articles homonymes, voir Murayama (homonymie).
Shichirō Murayama (村山 七郎, Murayama Shichirō), né dans la préfecture d'Ibaraki en 1908 et décédé en 1995, est un linguiste japonais.

## Biographie
Murayama a commencé sa carrière universitaire en donnant des conférences à l'université Juntendō avant d'être nommé professeur à temps plein à l'université Kyoto sangyō. Une des premières autorités mondiales relativement aux langues altaïques, il a apporté d'importantes contributions à la théorie de langue mixte des origines du japonais. Denis Sinor (en) le considère, avec Shiro Hattori, Samuel E. Martin et Osada Natsuki, comme l'un des quatre chercheurs qui ont le plus fait pour éclairer les origines de la langue japonaise.
Murayama passe la seconde partie de la Seconde Guerre mondiale de 1942 à 1945 en Allemagne où il complète des études post-universitaires à l'université de Berlin sur la linguistique comparée et les langues altaïques sous la direction de Nicolas Poppe, avec une attention particulière portée au matériel écrit en mongol.

## Publications
- avec Ōbayashi Taryō, Nihongo no kigen, Kōbundō, Tokyo 1973
- Nihongo no kenkyū-hōhō, Kōbundō, Tokyo 1974
- Nihongo no gogen, Kōbundō, Tokyo 1974
- Nihongo no genkai, Kōbundō, Tokyo 1975
- Nihongo keitō no tankyū, Taishūkan Shoten, Tokyo 1978
- Nihongo no tanjō, Chikuma Shobō, Tokyo 1979
- avec Kokubu Naoichi,Genshi nihongo to minzoku bunka, San'ichi Shobō,1979
- Ryūkyūgo no himitsu, Kōbundō, Tokyo 1981
- Nihongo no kigen to gogen, San'ichi Shobō, Tokyo 1981
- Nihongo Tamirugo kigensetsu hihan, San'ichi Shobō, Tokyo 1982
- Ainugo no kigen, San'ichi Shobō, Tokyo 1992